# Joseph Willigers
Joseph Bernard Louis Willigers (ur. 26 października 1930 w Gronsveld, zm. 30 września 2012) – holenderski duchowny rzymskokatolicki, zakonnik.
Śluby zakonne złożył 5 maja 1954, a święcenia kapłańskie otrzymał 10 lipca 1955 roku z rąk kard. Bernarda Griffina.
13 lipca 1967 mianowany biskupem Jinja, sakrę przyjął 3 grudnia 1967 roku.
Urząd ten pełnił aż do przejścia na emeryturę w 2010 roku, zmarł 30 września 2012. 